# LFG Roland D.XV
Le LFG Roland D.XV était un chasseur monoplace allemand de la Première Guerre mondiale. Il fut commandé comme banc d'essai volant pour des essais comparatifs de moteurs. Il se distinguait des précédents projets de biplans LFG Roland par l'élimination des haubans raidisseurs. Construit à deux exemplaires, il fut suivi par deux autres avions, également désignés LFG Roland D.XV, mais d'une conception complètement différente, avec des fuselages à flancs plats.

## Conception
Le D.XV a été le dernier modèle LFG à utiliser la structure dite Klinkerrumpfe (fuselage construit à clin), utilisée pour toute une série de chasseurs à partir du modèle D.IV. Cette structure produit un fuselage de section arrondie avec de fines bandes longitudinales se superposant en chevauchement, soutenues par un cadre en bois léger. Ses ailes avaient une corde constante et des extrémités arrondies. Elles étaient montées avec davantage de décalage que sur les projets antérieurs. Le D.XV était un faux biplan avec une aile inférieure d'envergure plus courte que l'aile supérieure, de sorte que les entretoises joignant les plans penchaient vers l'extérieur. Il n'y avait pas de haubans raidisseurs.
Le second prototype était différent, avec une corde plus large, des ailes supérieures légèrement rehaussées et des ailes inférieures à corde plus étroite. L'aile supérieure, la plus grande, avait une découpe au bord de fuite pour améliorer la visibilité depuis le cockpit, une caractéristique absente du premier prototype. Les plans étaient reliés par une seule entretoise en forme de I de chaque côté, au lieu de la paire d'entretoises précédente. Seules les ailes supérieures portaient des ailerons. Les deux prototypes avaient un radiateur encastré, similaire à ceux utilisés dans les chasseurs Albatros D.V, monté dans l'aile supérieure en avant du pilote.
Initialement, les deux prototypes étaient propulsés par un moteur en ligne Mercedes D.III à six cylindres de 160 ch (119 kW), monté avec le haut des cylindres à peine exposé. Ce moteur a ensuite été remplacé sur le deuxième prototype par un BMW IIIa de 185 ch (138 kW) de même type, monté dans un fuselage à section plus arrondie, à nez mince mais avec davantage de cylindres visibles. 
À l'arrière, l'empennage horizontal était monté à mi-hauteur du fuselage. L'empennage vertical était ovoïde, avec un gouvernail de direction large et équilibré qui se prolongeait jusqu'à une grande quille ventrale portant également une béquille de queue. Le train d'atterrissage était de type conventionnel, avec les roues principales sur un essieu commun, reliées au fuselage par des entretoises en forme de V.

## Engagements
Le premier prototype vola pour la première fois avant fin avril 1918, mais retourna le mois suivant à l'usine pour y être modifié. Le second prototype vola en juin. En septembre, l'Idflieg, qui avait initialement commandé trois D.XV, a demandé de nouvelles modifications à la suite des essais en vol. La société LFG a répondu à cette demande en présentant deux exemplaires de conception complètement différente, bien qu'ils aient conservé la désignation de D.XV.

## Le D.XV redessiné
Le troisième prototype avait un fuselage complètement différent, qui s'éloignait de la construction monocoque en bois moulé des avions Roland précédents, et adoptait un mode de construction plus conventionnel typique de cette époque, avec un cadre recouvert de toile. Il se rétrécissait à l'arrière en forme de lame de couteau horizontale, portant les gouvernes de profondeur monobloc qui pivotaient autour d'un axe le traversant de part en part. 
Il s’agissait d’un biplan à ailes décalées d'envergure inégale, avec une corde constante, reliées par des entretoises en forme de N. La structure de l'aile était également redessinée par rapport aux premiers D.XV. Un radiateur dépassait du bord d'attaque de l'aile supérieure. Quatre mâts tubulaires en acier inclinés partaient du bas du fuselage pour le relier aux longerons de l'aile supérieure. Seule cette dernière portait des ailerons.
La dérive triangulaire portait un gouvernail arrondi et muni de masses d'équilibrage, qui le prolongeait, et qui s'arrêtait bien au-dessus des gouvernes de profondeur. Le train d'atterrissage était similaire à celui des premiers D.XV.
Ce troisième D.XV fit son vol inaugural fin octobre 1918, propulsé par un moteur BMW IIIa de 185 ch (138 kW). Le quatrième D.XV, de conception similaire, vola à son tour un peu plus tard, avec une autre version de ce moteur d'une puissance de 200 ch (149 kW). Hormis le moteur, les deux avions ne différaient que par la forme de la tôle autour du capot.
Le développement de ces avions a pris fin en novembre 1918 avec l'Armistice.